# موجینگا کامبوندجی
موجینگا کامبوندجی (انگلیسی: Mujinga Kambundji؛ زادهٔ ۱۷ ژوئن ۱۹۹۲) دونده زن اهل سوئیس است. وی اصالتا از تبار کشور جمهوری دموکراتیک کنگو است.
وی در مسابقات کشوری و بین‌المللی در مجموع برندهٔ ۲ مدال طلا، ۱ مدال نقره، ۴ مدال برنز شده‌است.